# Thiếu fluor
Thiếu fluor hoặc fluoride là một rối loạn có thể gây sâu răng (hay hư răng, là tình trạng mô răng bị phá hỏng bởi các sản phẩm axit được tạo ra từ quá trình "lên men vi khuẩn trong chế độ ăn uống giàu carbohydrate.") và cũng gây ra loãng xương (một rối loạn giảm khối lượng và tăng độ độ giòn của xương), nguyên nhân là do sự thiếu hụt fluoride trong chế độ ăn uống. Nguồn fluoride tự nhiên có trong một số thực phẩm như cá và trà,  và trong nước máy cũng được fluor hóa (cho chút ít flo vào nước máy). Mối quan mức độ có thật về những tình trạng này với ngộ độc fluoride đã dẫn đến một số tranh cãi. Fluorine không được xem xét là một chất dinh dưỡng thiết yếu, nhưng tầm quan trọng của fluoride trong việc ngăn ngừa sâu răng đã được thừa nhận, mặc dù phần lớn tác dụng chỉ tại chỗ. Trước năm 1981, tác dụng của fluoride được cho là cần cho cơ thể và để phòng trước cơn phát bệnh, đòi hỏi phải thêm bổ sung. Fluoride được cho là thiết yếu trong việc phát triển và bảo vệ răng bởi Hiệp hội Vệ sinh Nha khoa Hoa Kỳ. Fluoride cần thiết trong việc gắn vào răng để hình thành và làm cứng men răng, giúp cho răng có khả năng kháng axit tốt hơn cũng như chống lại vi khuẩn hình thành lỗ khoang. Tác dụng ức chế sâu răng của fluoride lần đầu tiên được thấy vào năm 1902 khi fluoride ở nồng độ cao được phát hiện để nhuộm răng và ngăn ngừa sâu răng.
Các muối fluoride, đặc biệt là natri fluoride (NaF), được dùng trong điều trị và phòng ngừa loãng xương. Các triệu chứng như gãy xương hông ở người già hoặc giòn và yếu xương là do thiếu hụt flo trong cơ thể. Fluoride kích thích sự hình thành xương và tăng mật độ xương, tuy nhiên xương có hàm lượng fluoride dư thừa sẽ có cấu trúc bất thường dẫn đến tăng tính dễ gãy. Do đó, liệu pháp fluoride dẫn đến sự gia tăng lớn mật độ khoáng xương nhưng lại ảnh hưởng đến tỷ lệ gãy xương, trong khi ích lợi là nhỏ.
Tranh cãi về sự cần thiết của flo đã tồn tại từ thế kỷ 19, khi flo được nhận thấy có mặt ở răng và xương. Vào năm 1973, một cuộc thử nghiệm đã kết luận sự suy giảm khả năng sinh sản ở chuột được quy cho là do chế độ ăn thiếu flo, nhưng một cuộc điều tra sau đó đã xác định rằng thực chất là do giảm hấp thu sắt.